# Kalifaat van de Rashidun

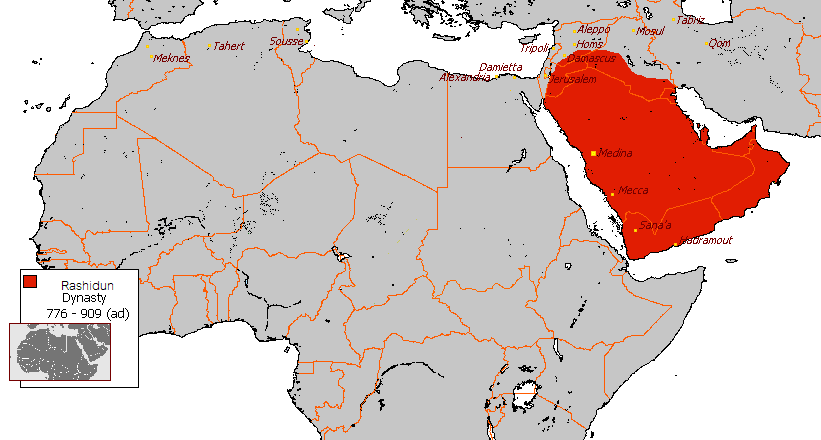
Het Kalifaat van Aboe Bakr in 634

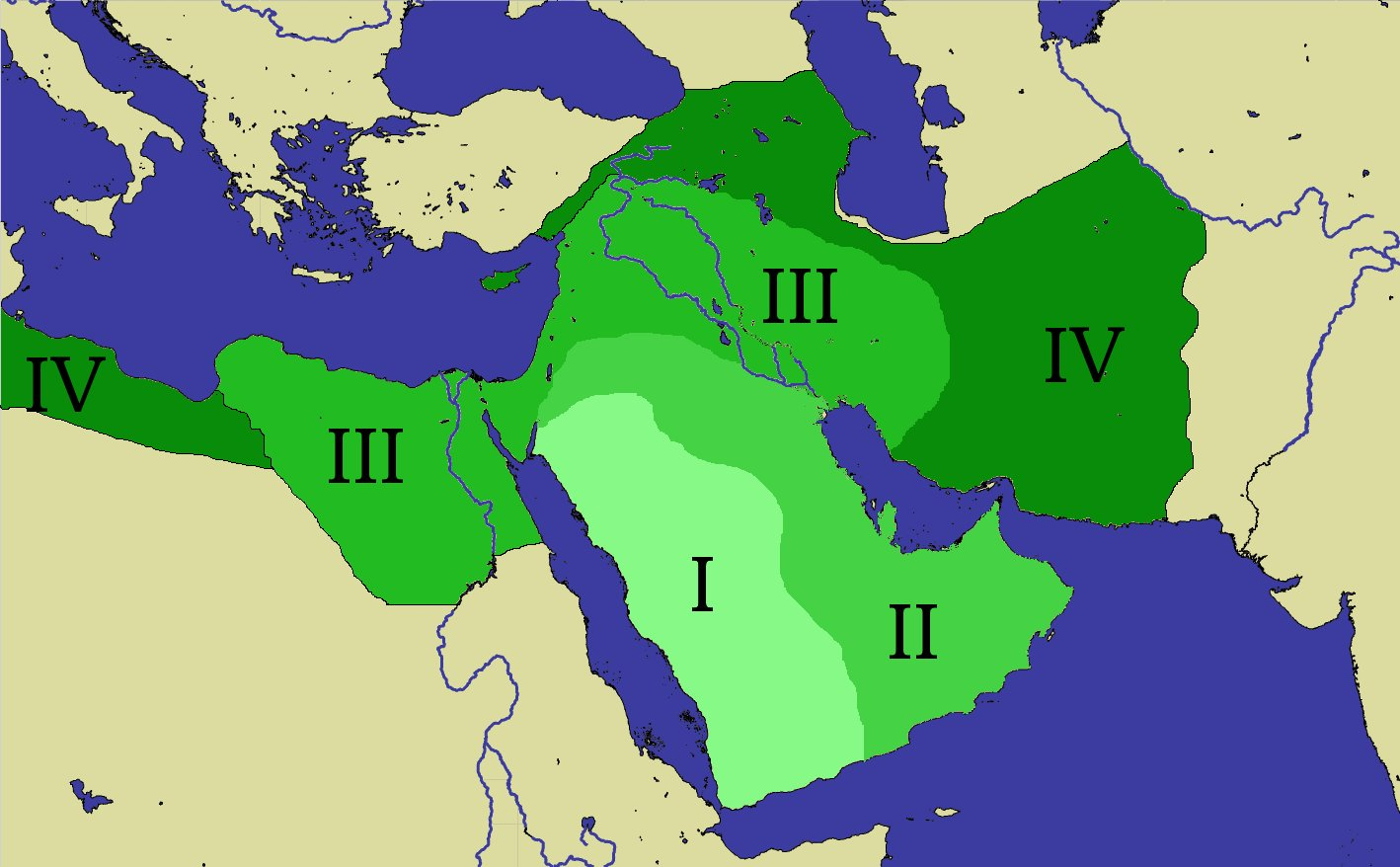
Verspreiding van het Arabische Rijk door: I Mohammed; II Aboe Bakr; III Omar; IV Othman

Het kalifaat van de Rashidun was de periode in de islam na de dood van de profeet Mohammed (632) tot aan de stichting van het rijk van de Omajjaden (661), waarin de moslims werden aangevoerd door de vier Rechtgeleide Kaliefen (kalief = opvolger van Mohammed). De islam verspreidde zich verder over Zuidwest-Azië en vestigde zich in Noord-Afrika onder het politieke leiderschap van deze kaliefen.

## Gebeurtenissen per tijdsperiode kalief

### Abu Bakr (632-634)
Na de dood van Mohammed in Medina, dreigde de verdeeldheid opnieuw de overhand te krijgen. Weliswaar werd Aboe Bakr unaniem tot kalief gekozen, maar zijn benoeming geschiedde in grote haast en wekte weerzin op bij aanhangers van Ali ibn Aboe Talib, die vonden dat Ali als familielid van Mohammed automatisch kalief had moeten worden. Hoewel deze crisis vrij snel bezworen was (doch later opnieuw zou opflakkeren en tot een schisma binnen de islam zou leiden), begonnen Arabische stammen te rebelleren, omdat ze vonden dat ze door de dood van Mohammed ook van hun eed van trouw waren ontslagen. Sommige stammen weigerden belasting af te dragen, en anderen volgden andere profeten als Musaylima en Tulaiha. Abu Bakr herorganiseerde zijn leger en organiseerde expedities tegen de verschillende rebelse stammen, waarbij eerst de verzetshaarden die zich het dichtst bij Medina waren onderworpen werden gevolgd door Centraal- en Noord-Arabië, en uiteindelijk Oman en Hadramaut.
Deze burgeroorlog, de zogenaamde Ridda-oorlogen, nam het grootste deel van Abu Bakrs korte kalifaat in beslag. Daarna stuurde bij Khalid ibn Walid, de commandant met een leger van 18.000 man naar het door het Perzië beheerste Irak en hun vazalstaat der Lakhmiden, waarna Romeins Syrië aangevallen werd. De motivatie achter deze aanvallen was onduidelijk, het had een veroveringsplan kunnen zijn maar wellicht wilde Abu Bakr niet meer dan met de Romeins-Perzische bemoeienis in Arabië afrekenen en een bufferzone creëren. Hoe dan ook, deze aanvallen bleken zeer succesvol.

### Omar (634-644)
Omar ibn al-Chattab veranderde de nationale Arabische staat in een theocratisch wereldrijk en bouwde een militair bestuur op: de bevelhebber van de Arabische bezettingstroepen werd tevens civiel stadhouder van de kalief, religieus leider en wereldlijk rechter. Omar veroverde Syrië en Palestina (Slag bij de Jarmoek) in 636, veroverde Jeruzalem in 638 en het Perzische Rijk, Slag bij al-Qādisiyyah (636), het Beleg van Ctesiphon (637) en de Slag bij Nahāvand (642).
Zijn veldheer 'Amr ibn al-'As veroverde Egypte (ontruiming van Alexandrië door de Byzantijnen in 641).

### Oetman (644-656)
Na Omars dood werd Oethman ibn Affan als derde kalief gekozen. Zijn verkiezing wordt door sommigen als een manipulatie in het belang van de Omajjaden gezien. Onder zijn leiding werd de expansiepolitiek voortgezet. 
De stadhouder van Damascus, Moe'awija, streed tegen Byzantium. Libië en het oostelijk deel van Perzië werden onderdeel van het Arabische Rijk. Zijn centralistische politiek, die een einde maakte aan veel privileges van de Arabische legers in de provincies en hen dwong een deel van de geïnde belasting aan de staatskas af te staan, alsmede de beschuldiging van nepotisme, leidden tot rebellie tegen hem en hij werd dan ook in 656 vermoord. Omtrent de opvolging van Oethman bestond veel onenigheid.

### Ali (656-661)
Ali ibn Abu Talib, neef, schoonzoon en vertrouweling van Mohammed, werd uiteindelijk kalief maar zijn regering werd gekenmerkt door interne verdeeldheid en strijd, de Eerste Fitna oftewel opstand. Voor het eerst streden moslims onderling. Ali had hierin twee tegenstanders, Mohammeds weduwe Aïsja en Moe'awija, stadhouder van Syrië. Beiden waren het oneens over de wijze waarop Ali na de moord op Oethman kalief was geworden en vonden dat hij bovendien naliet de moordenaars te straffen (of wellicht zelf de hand in de moord had gehad). Ali zegevierde in de Slag van de Kameel bij Basra (656). Medina verloor zijn politieke betekenis, Ali verplaatste zijn residentie naar Koefa.
Moe'awija, stadhouder van Syrië, wilde de dood van zijn neef Oethman wreken. De slag bij Siffin (657) bleef onbeslist en twee scheidsrechters oordeelden dat beiden moesten aftreden (658). Ali legde zich bij deze beslissing niet neer, hierdoor verloor hij een deel van zijn aanhangers (kharidjieten). Ali werd in 661 in Koefa vermoord door een van hen.
Hassan ibn Ali volgde zijn vader op en trachtte met Moe'awija te onderhandelen, maar trad na korte tijd af toen bleek dat hij vrijwel geen politiek draagvlak meer had. Hassans kalifaat had maar 7 maanden geduurd. Moe'awija werd in Jeruzalem gekroond, met de kroning van Moe'awija eindigde het Rashidun-kalifaat en begon het Omajjaden-kalifaat.
| Regeerperiode | Naam                | Bijnaam   | Stam        | Relatie met Mohammed |
| ------------- | ------------------- | --------- | ----------- | -------------------- |
| 632 - 634     | Aboe Bakr           | Al-Siddiq | Banu Taym   | Schoonvader          |
| 634 - 644     | Omar ibn al-Chattab | Al-Faruq  | Banu Adi    | Schoonvader          |
| 644 - 656     | Oethman ibn Affan   | Al-Ghani  | Banu Umayya | Schoonzoon           |
| 656 - 661     | Ali ibn Aboe Talib  | Al-Haydar | Banu Hashim | Schoonzoon & neef    |

## Mogelijke verklaring voor religieus en militair succes

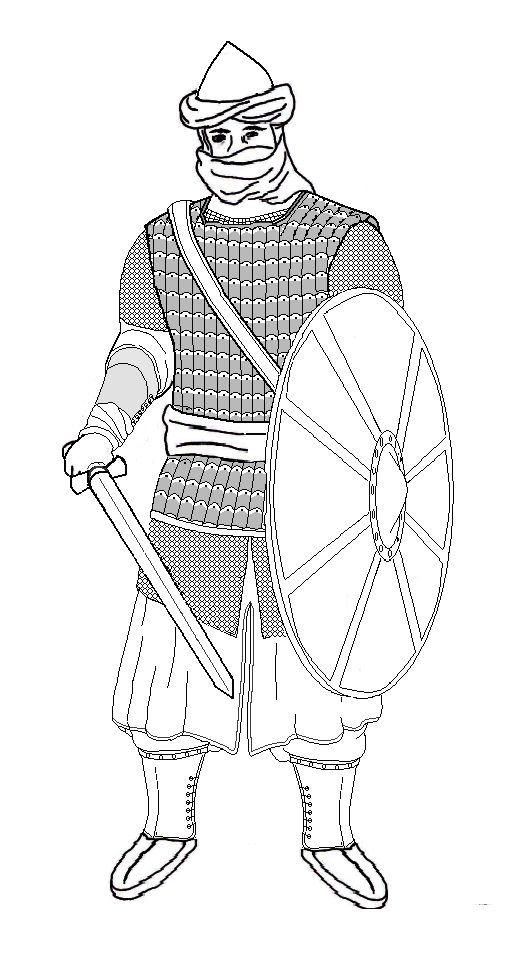
Een elite soldaat van het leger van het Rashidun-kalifaat.

De opmerkelijke snelheid van de religieuze expansie van de islam kan worden toegeschreven aan het feit dat die voornamelijk werd bereikt met militaire middelen. Mohammed dreef de Arabieren van het Arabische Schiereiland naar de islam, mogelijk mede vanwege zijn krachtige persoonlijkheid, de belofte van redding voor hen die sterven voor de islam en het lokaas van fortuin voor hen die overwinnen in de strijd. De karavaanovervallen uit de vroege jaren van de islam werden spoedig oorlogen op grote schaal, en koninkrijken en naties bogen zich voor de macht van dit nieuwe religieuze, militaire, politieke, economische en sociale fenomeen.
De troepen van Mohammed slaagden er vrij snel in een aantal opmerkelijke militaire successen te boeken, waardoor het prestige van de nieuwe godsdienst zich snel kon ontwikkelen. Binnen 20 jaar na de dood van Mohammed in 632 was de basis voor een islamitisch rijk al gelegd.
Sommigen zeggen dat dit voornamelijk kwam door de verzwakking van zowel het Perzische als het Byzantijnse Rijk, die reeds meer dan een eeuw in een militair conflict verwikkeld waren. De verzwakte positie van beide grootmachten maakte het gemakkelijker voor een derde om militaire overwinningen te boeken. De bevolking was uitgeput door de aanhoudende oorlogen en steunde de Arabische troepen omdat ze van hen verbetering verwachtten.
Een andere mogelijke verklaring is de Pest van Justinianus, een grote pestepidemie die in 542 het oostelijk Middellandse Zeegebied trof en met name het Byzantijnse Rijk ernstig verzwakte. De snelle neergang en vernietiging van het Perzische Rijk is daarentegen mede te danken aan de ligging van de hoofdstad Ctesiphon in het westen. Toen Ctesiphon eenmaal was ingenomen was het centrale gezag in het rijk vervallen en konden de verschillende edellieden stuk voor stuk worden verslagen.

## Provincies van het Kalifaat van de Rashidun
Onder Omar werd het Kalifaat onderverdeeld in de volgende provincies:
1. Arabië (Mekka en Medina)
2. Irak (Basra en Koefa)
3. Jazira (Tigris en Eufraat)
4. Syrië
5. Palestina (Aylya en Ramla)
6. Egypte (Opper-Egypte en Neder-Egypte)
7. Perzië (Khorasan, Azerbeidzjan en Fars)

Vanaf het kalifaat van Othman werd het rijk onderverdeeld in 12 provincies:
1. Medina
2. Mekka
3. Jemen
4. Koefa
5. Basra
6. Jazira
7. Perzië
8. Azerbeidzjan
9. Khorasan
10. Syrië
11. Egypte
12. Maghreb

## Trivia
Het Kalifaat van de Rashidun, de Omajjaden en de Abbasiden worden ook wel eens het Arabische Rijk genoemd.